# Żleb Czerwony Skok

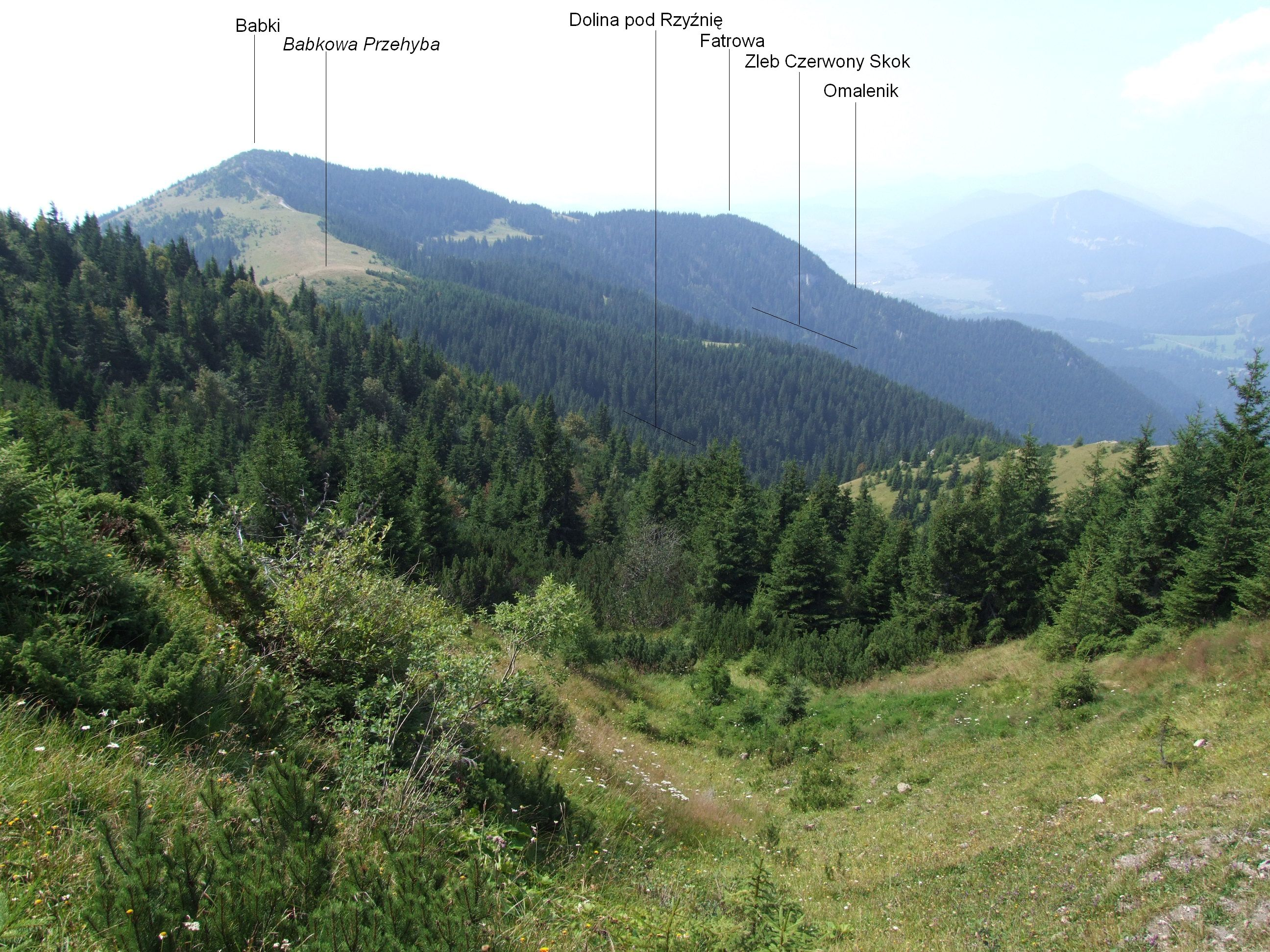
Widok z Przedwrocia

Żleb Czerwony Skok (słow. Červený skok) – żlebowata dolinka w słowackich Tatrach Zachodnich. Jest orograficznie lewą odnogą Doliny Guniowej. Opada trzema korytami z grzbietu pomiędzy Babkami i Fatrową w północno-zachodnim kierunku. Wkrótce wszystkie koryta łączą się w jedno, uchodzące do Doliny Guniowej mniej więcej w połowie jej długości. Orograficznie lewe obramowanie Czerwonego Skoku tworzy odchodzący od Fatrowej grzbiet Omalenik, z prawej zaś strony jest to grzęda odchodząca od grzbietu pomiędzy Babkami a Babkową Przehybą. Dolną częścią Czerwonego Skoku spływa potok uchodzący do Guniowego Potoku.
Czerwony Skok jest całkowicie zalesiony i nie ma żadnego znaczenia turystycznego. Nie prowadzą nim szlaki turystyczne i znajduje się na obszarze ochrony ścisłej TANAP-u.